# Londonbeat
Londonbeat – brytyjsko-amerykański zespół muzyczny wykonujący muzykę R&B i dance, założony w 1988 roku w Londynie.

## Historia
Zespół rozpoczął działalność w 1988 roku w Londynie. W pierwszym składzie znaleźli się: Amerykanie Jimmy Helms i George Chandler, Jimmy Chambers z Trynidadu i Tobago oraz brytyjski multiinstrumentalista William „Willy M” Henshall. Na początku swojej działalności zespół wydał dwa single. Wydany we wrześniu „There's A Beat Going On” odniósł sukces w Holandii a wydany w grudniu „9AM (The Comfort Zone)” w Wielkiej Brytanii. Debiutancki album Speak ukazał się jesienią 1988 roku. W 1989 roku zespół wydał dwa single: „Falling In Love Again” oraz „It Takes Two Baby”.
W 1990 roku zespół nagrał album In the Blood, na którym znalazła się piosenka „I’ve Been Thinking About You”. Singiel „I’ve Been Thinking About You” ukazał się we wrześniu 1990 roku. Pierwsza wersja „I’ve Been Thinking About You” została nagrana dwa lata wcześniej i pierwotnie miała ukazał się na debiutanckim albumie. Utwór ten zajął pierwsze miejsce na listach przebojów w 27 państwach (w tym w: Australii, Holandii, Niemczech, Stanach Zjednoczonych, Szwecji). W tym samym roku na singlach ukazały się utwory „A Better Love” oraz cover „No Woman, No Cry” Boba Marleya. W 1992 roku został wydany album Harmony, na którym znalazł się utwór „You Bring On The Sun”.
W 1994 roku zespół opuścił George Chandler. Jako trio zespół wydał album Londonbeat, na którym znalazł się utwór „Come Back”. W 1995 roku zespół nagrał utwór „I'm Just Your Puppet… On A (String)!”, nagrany specjalnie w ramach krajowych eliminacji na Konkurs Piosenki Eurowizji. Zespół nie został wybrany do reprezentowania Wielkiej Brytanii, a sam utwór wydał jako singiel. W tym samym roku doszło do rozwiązania zespołu.
W 2003 roku reaktywowano Londonbeat. W nowym składzie znaleźli się: Jimmy Helms, Jimmy Chambers, Myles Kayne i Marc Goldschmitz. W 2003 roku zespół wydał album Back in the Hi-Life, a rok później Gravity. W 2004 roku zespół opuścił Goldschmitz. W 2010 roku zespół wystąpił gościnnie na albumie The Crossing Eumira Deodato.
W 2018 roku Myles Kayne opuścił zespół. Jego miejsce zajął Charles Pierre.

## Dyskografia

### Albumy
- Speak (1988)
- In the Blood (1990)
- Harmony (1992)
- Londonbeat (1994)
- Best! The Singles (1995)
- The Very Best of Londonbeat (1997)
- Read Between Your Eyes (1999)
- Back in the Hi-Life (2003)
- Gravity (2004)
- Legends (2004)
- Greatest Hits (2004)
- Summer (2019)
- 30 Years (2019)

Źródło: 